# Patrick Ludovicus Schmitz

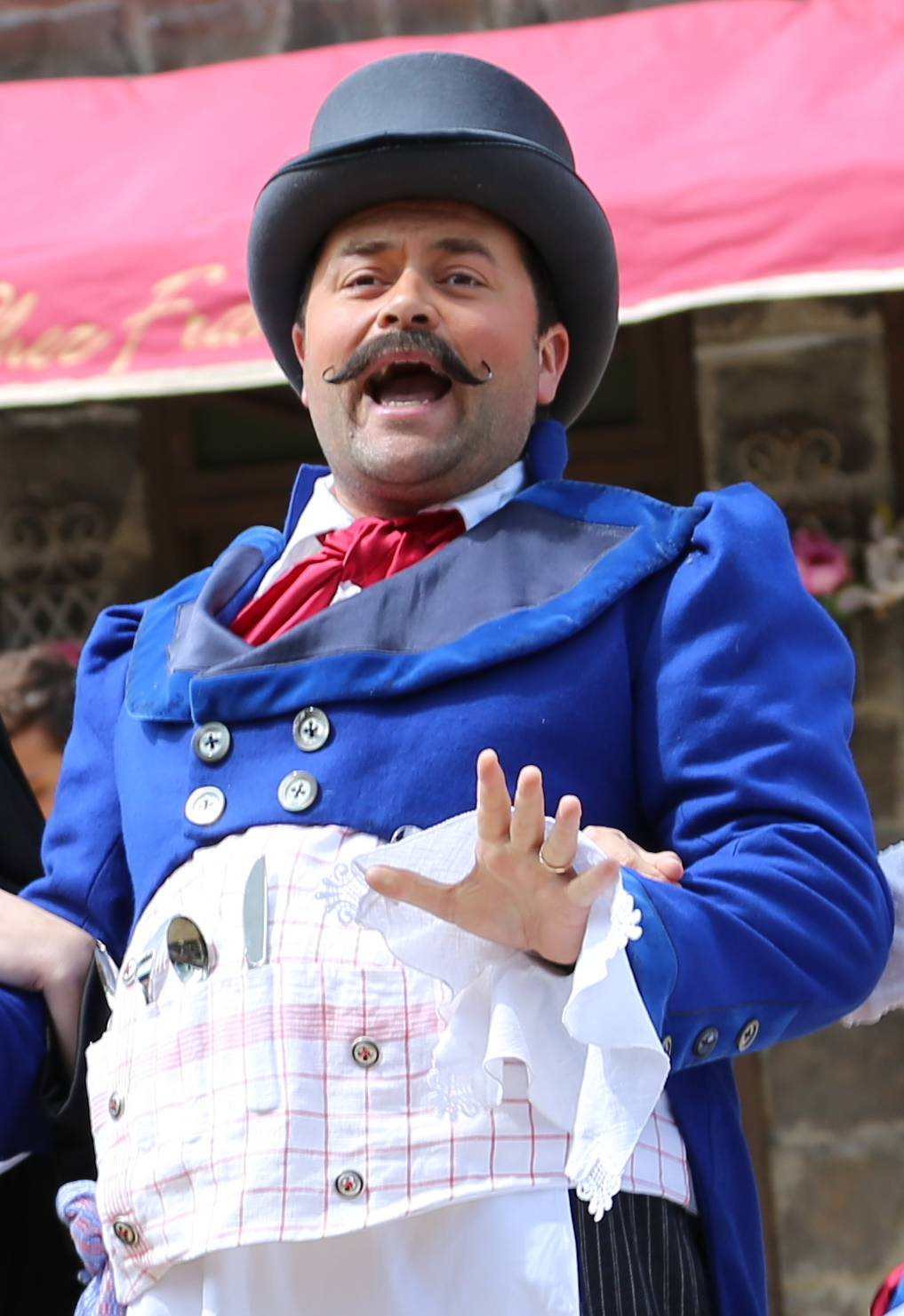
Patrick Ludovicus Schmitz, 2017

Patrick Ludovicus Schmitz (* 24. Oktober 1978 in Wiesbaden) ist ein deutscher Theaterschauspieler, Sänger, Hörspielsprecher, Synchronsprecher und Regisseur.

## Leben
Patrick Ludovicus Schmitz wurde 1978 in Wiesbaden geboren. Seit 2004 ist er als professioneller Schauspieler tätig.
Ausgebildet wurde er an der Schauspielschule Mainz, zum Sänger haben ihn private Gesangsstunden gemacht. Zur selben Zeit machte er die ersten Coverband-Erfahrungen und spielte am Wiesbadener Staatstheater in diversen Musicals mit.
Von 2004 bis Sommer 2015 war er festes Ensemblemitglied des E.T.A. Hoffmann Theaters in Bamberg. Während dieser Zeit folgten auch Erfahrungen als Regisseur sowie als Leiter diverser Theaterseminare und Schauspielworkshops. Er ist auch als Hörspiel und Synchronsprecher beschäftigt.
Seit 2008 steht Patrick regelmäßig als Heinz Erhardt auf der Bühne. Im Sommer 2015 durfte er die Heinz-Erhardt-Figur bei den bekannten Karl-May-Spielen in Bad Segeberg, als den Dichter Heinz-Egon Winzigman zum Besten geben. Seitdem steht er regelmäßig als Komiker am Kalkberg auf der Bühne. 2022 wieder als Heinz Erhardt, diesmal als Kantor Hampel, die Rolle die Erhardt selbst in der Karl May-Verfilmung Der Ölprinz aus dem Jahr 1965 gespielt hatte.
In seiner Heimatstadt Bamberg steht Patrick L. Schmitz seit 2018 regelmäßig beim Theater im Gärtnerviertel auf der Bühne. Mit seinen Kollegen Aline Joers und Franz Tröger bildet er außerdem das Trio Die Musenwunder.
Musikalisch unterwegs ist Patrick mit dem Roger-Cicero-Memoriam-Konzert "Frauen regieren die Welt!" zusammen mit dem Bamberger ((Blue Train Orchestra)). Außerdem sieht man ihn immer wieder in Musical-Produktionen.
Anfang 2024 startete "Die Neue Heinz Erhardt Revue" als jährliche Tourneeproduktion durch Deutschland. Premiere war Ende Januar in der Laeiszhalle in Hamburg.
Patrick ist als freischaffender Künstler tätig. Er lebt mit seiner Familie in Stegaurach bei Bamberg.

## Theater
- Spielzeit 1999/2000 The Rocky Horror Show Staatstheater Wiesbaden als Riff Raff / Eddie
- Spielzeit 2000/2001 Jesus Christ Superstar Staatstheater Wiesbaden als Judas
- Sommer 2004 Die Dreigroschenoper (Stückvertrag) Musik & Theater Saar
- September 2004 – September 2015 Ensemblemitglied am E.T.A.-Hoffmann-Theater in Bamberg

Stücke (Auswahl): Faust (Wagner), Das Mass der Dinge (Adam), Tod eines Handlungsreisenden (Biff), Macbeth (MacDuff),
König Lear (Narr), Sugar (Daphne), Viel Lärm um nichts (Benedikt), Der Mann von La Mancha (Sancho), Bagger (Rune),
Jedermann (Teufel), Meier, Müller, Schulz (Meier), Lulu (Schwarz), Die Grönholm Methode (Enrique), Charley's Tante (Babbs) u. v. a.
- seit 2008 regelmäßige Auftritte mit dem Programm Heinz und Heinz – das macht zwei! - Der große Heinz Erhardt Abend (zusammen mit Gerald Leiß und Harald Hauck)
- seit 2015 regelmäßige Auftritte mit dem Solo-Programm „Heinz Erhardt verschmitzt!“
- Spielzeit 2015  Karl-May-Spiele Bad Segeberg Im Tal des Todes als Heinz-Egon Winzigmann
- Spielzeit 2017  Karl-May-Spiele Bad Segeberg Old Surehand als Koch Francois
- Spielzeit 2017 Komödie am Altstadtmarkt Der Kleingarten König
- Spielzeit 2018  Karl-May-Spiele Bad Segeberg Winnetou und das Geheimnis der Felsenburg als José Sancho Gonzalez
- Spielzeit 2019 Theater im Gärtnerviertel Arsen und Spitzenhäubchen
- Spielzeit 2019  Karl-May-Spiele Bad Segeberg Unter Geiern - Der Sohn des Bärenjägers als Antonio Ventevaglio
- Spielzeit 2022 Karl-May-Spiele Bad Segeberg „Der Ölprinz“  als Kantor Hampel
- Spielzeit 2022/2023 Staatstheater Augsburg Drei Musketiere – Das Musical als Porthos
- Spielzeit 2024 Deutschlandtournee Die Neue Heinz Erhardt Revue als Heinz Erhardt
- Spielzeit 2024 Karl-May-Spiele Bad Segeberg Winnetou II – Ribanna und Old Firehand als Jim Snuffle

## Hörspiele
- David Galileos - Angriff der Marauder als David Tonstudio Braun
- Prinzessin Lillifee - Gute Nacht Geschichten Folge 4 als Balduin Europa (Label)
- Nicci & Vicci und das Karpatenkalb als Father Festerton RadioLiveTheater
- Geisterstunde 6 - Die Rache des Eremiten als Berthold Saphir Tonart
- Gordon Black - Angriff aus der Schattenwelt 7 als Ken O’Donnel & Cliff Chambers Saphir Tonart
- Die Schatzinsel als Der Schwarze Hund Ohrenkneifer